# Доміки (зупинний пункт)
Доміки — пасажирська зупинна залізнична платформа Львівської дирекції Львівської залізниці.
Розташована поблизу зруйнованих будівель колгоспу в  Сокальському районі Львівської області на лінії Рава-Руська — Червоноград між станціями Белз (6 км) та Угнів (16 км).
Станом на грудень 2016 р. на платформі зупиняються приміські поїзди.